# Eunice laticeps
Eunice laticeps är en ringmaskart som beskrevs av Ehlers 1868. Eunice laticeps ingår i släktet Eunice och familjen Eunicidae.
Artens utbredningsområde är havet kring Nya Zeeland. Inga underarter finns listade i Catalogue of Life.